# ニョンチャック県
ニョンチャック県（ニョンチャックけん、ベトナム語：Huyện Nhơn Trạch / 縣人擇?）は、ベトナムドンナイ省に位置する県である。面積は411 km²、人口は401,720人（2019年）である。

## 行政区画
以下の1市鎮11社から構成される。
- ヒエップフオック市鎮（Hiệp Phước / 合福）
- ダイフオック社（Đại Phước / 大福）
- ロンタン社（Long Tân / 隆新）
- ロントー社（Long Thọ / 隆壽）
- フードン社（Phú Đông / 富東）
- フーホイ社（Phú Hội / 富會）
- フーヒュー社（Phú Hữu / 富有）
- フータイン社（Phú Thạnh / 富盛）
- フオックアン社（Phước An / 福安）
- フオックカイン社（Phước Khánh / 福慶）
- フオックティエン社（Phước Thiền / 福成）
- ヴィンタイン社（Vĩnh Thanh / 永清）